# Storfjord (Lyngen)

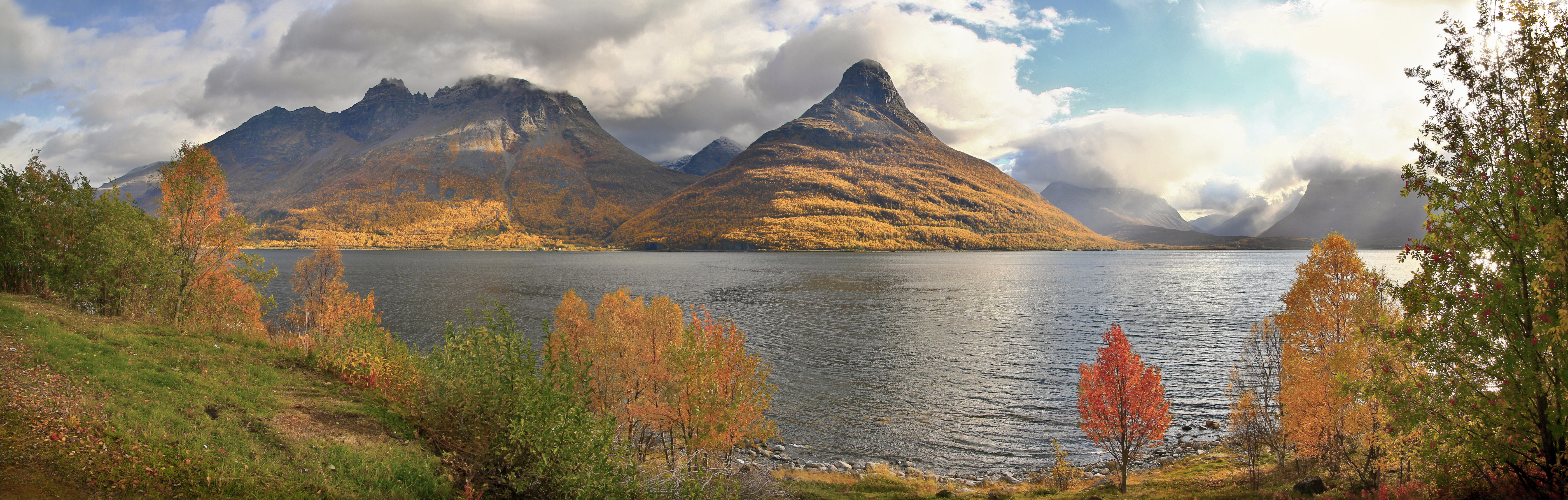
Storfjord von der Westseite gesehen

Der Storfjord (Nordsamisch Omasvuotna) ist der innerste Teil des Lyngenfjords in der Gemeinde Storfjord in Troms in Norwegen. Der Fjord ist 17 km lang.
Vom Einlauf zwischen dem Dorf Rasteby im Westen und der Halbinsel Falsnesodden im Osten führt der Fjord in südwestlicher Richtung zur Fjordspitze bei Hatteng.
Gleich östlich der Halbinsel Falsnesodden liegt das Dorf Skibotn. Etwas weiter im Innern des Fjords liegt das Dorf Elvevoll auf der Ostseite und etwas weiter südlich das Dorf Sandøyra. Gleich gegenüber auf der anderen Seite des Fjords liegen die beiden Dörfer Elsnes und Horsnes. Zuinnerst im Fjord liegt der Tätort Hatteng. Bei Hatteng mündet der Fluss Signaldalelva in den Fjord.
Die E6 verläuft auf der Ostseite des Fjords, während die Straße 868 (norwegisch Fylkesvei 868) auf der Westseite verläuft.